# بوریس نیکولوف (بوکسور)
بوریس نیکولوف (بلغاری: Борис Георгиев Николов؛ ۱۰ march ۱۹۲۹ – ۲۹ ژانویهٔ ۲۰۱۷) ورزشکار بوکس اهل بلغارستان بود.
وی در مسابقات کشوری و بین‌المللی در مجموع برندهٔ ۱ مدال برنز شده‌است.